# Мандыя
Ма́ндыя (также Мандыйа, Мындыя) — пресноводное озеро на Центральноякутской равнине в междуречье рек Лунгха и Берге-Тюгюэне, в левобережье среднего течения Лены.
Озеро Мандыя имеет близкую к прямоугольной форму, выделяется залив на северо-западе. Высота над уровнем моря указана на картах как 87 м. Площадь составляет 11,1 км², площадь водосборного бассейна — 36,7 км². Длина озера с севера на юг около 4,8 км, ширина в северной части достигает 3,65 км. Значительных притоков не имеет. В центральной части акватории имеется остров. Мандыю окружают другие озёра меньшего размера: Чайдах и Сымалах на юге, Эбе-Баса на юго-западе, Сайылык-Кюеле и Бергенде на северо-западе и др.
Берега низменные, местами заболоченные, покрытые лесотундрой, кустарником и луговой растительностью. На севере возвышается холм высотой 105 м.
Код водного объекта в государственном водном реестре — 18030700111117400000100.